# Pamela Spence
Pamela Aslı Spence, més coneguda com a Pamela Spence és una cantant de rock i música electrònica, i actriu de teatre i sèries de televisió turco-anglesa.
Va néixer a Heidelberg (Alemanya), filla d'una dona turca i un home anglès. Visqué a Turquia des dels 15 anys, quan els seus pares se separaren. Es feu famosa com a cantant en llengua turca. Va estar casada, poc temps, amb l'actor de teatre turc Burak Sergen.